# 阿尔代什省圣马塞尔
阿尔代什省圣马塞尔（法語：Saint-Marcel-d'Ardèche）是法国阿尔代什省的一个市镇，位于该省东南部，罗讷河右岸，属于普里瓦区。该市镇的总面积为36.12平方公里，2009年时的人口为2,375人。

## 人口
阿尔代什省圣马塞尔人口变化图示
| 数据来源：INSEE |